# أوتو روغ
أوتو روغ (بالنرويجية: Otto Ruge‏) ، من مواليد 9 يناير 1882، وتوفي بتاريخ 15 أغسطس 1961. جنرال عسكري نرويجي، خدم للجيش النرويجي من عام 1902 إلى 1948 ، وقد تم أسره على يد الجيش الألماني عام 1940م.

## مصدر
1. ↑  Store norske leksikon | Otto Ruge (بالنرويجية البوكمول والنرويجية النينوشك), ISSN:2464-1480, QID:Q746368
2. ↑  Otto Ruge (Store norske leksikon) نسخة محفوظة 07 ديسمبر 2017 على موقع واي باك مشين.

## وصلة خارجية
- أوتو روغ على موقع IMDb (الإنجليزية)
- أوتو روغ على موقع مونزينجر (الألمانية)

- "Ruge,%20Otto" Portrait of Otto Ruge 1940